# Sveti Mihael in zmaj (Rafael)
Sveti Mihael in zmaj je majhna slika italijanskega renesančnega umetnika Rafaela. Imenuje se tudi Mali sv. Mihael, da bi se razlikoval od večje, poznejše obdelave iste teme, Sveti Mihael premaga Satana, zdaj pa je v pariškem Louvru. Delo prikazuje nadangela Mihaela v boju z demoni pekla, medtem ko prekleti trpijo za njim. Poleg slike Sv. Jurij in zmaj predstavlja prvo Rafaelovo delo na borilne teme.

## Zgodovina
Zgodnje umetnikovo delo, slika je bila narejena za Guidobalda da Montefeltra, Urbinskega vojvodo, leta 1504 ali 1505 na hrbtni strani igralne deske, ki je bila morda naročena v izraz hvaležnosti Ludviku XII. Francoskemu, za podelitev reda svetega Mihaela Francescu Marii I. della Rovereju, Guidobaldovemu nečaku in dediču. Ne glede na spodbudo za njen nastanek je do leta 1548 visela v zbirki v palači Fontainebleau.
Julia Cartwright v Rafaelovem zgodnjem delu iz leta 2006 nakazuje, da bi lahko izdal vpliv Timotea Vitija v zlati barvi Mihaelovih zelenih kril, medtem ko grešniki v ozadju nakazujejo, da je Rafael morda pogledal v ilustrirano knjigo Dantejevega Pekla. Prikazane kazni odražajo Dantejevo ravnanje s hinavci in tatovi.
Nekaj več kot desetletje po dokončanju malega sv. Mihaela so Rafaelu naročili, da se ponovno loti te teme in producira sv. Mihaela, ki premaga Satana za papeža Leona X. leta 1518.

## Opis in slog
V središču slike nadangel Mihael balansira na vratu satanske pošasti in ji bo z dvignjenim mečem odsekal glavo. Odprta krila, obešena desna noga, v vetru napihnjena draperija pod oklepom dajejo idejo o močnem gibanju, kot da bi angel pravkar zdrsnil navzdol, da bi smrtno udaril pošast, ki se je zavila okoli njegove noge z repnimi tuljavami. V roki drži križarski ščit in nosi staromoden oklep.
Naokoli se razprostira pusta peklenska pokrajina, v ospredju poseljena z nenavadnimi pošastmi, v ozadju pa z različnimi simbolno težko berljivimi figurami, verjetno citati iz pekla, ne brez veze z dantejevsknimi predlogami. Goreče mesto na levi spominja na obzidje Disa, tik pred katerim se v devetem spevu Pekla zgodi prikazovanje nebesnega glasnika. Ognjeni grobovi spominjajo na kazen heretikov, žalostna procesija moških s kapucami morda simbolizira hinavce (Canto XXIII) in kerubi, ki jih napadajo kače na desni, tatove (Canto XXIV).